# Adolphus Frederick Alexander Woodford
Adolphus Frederick Alexander Woodford né le 9 juillet 1821 et mort le 23 décembre 1887 est un militaire et franc-maçon, recteur de l'Église anglicane. Ces recherches sur la franc-maçonnerie conduisent à la création de la loge Quatuor Coronati, plus ancienne loge de recherche du monde. Il en est le second vénérable maitre. Il est également un des fondateurs de l'Ordre hermétique de l'aube d'or (Hermetic Order of the Golden Dawn) ordre paramaçonnique qui se consacre à l'étude et la pratique de l'occultisme et de la métaphysique.

## Biographie

### Jeunesse et étude
Adolphus Woodford est le fils d'un militaire de carrière qui s'est distingué lors de la bataille de Waterloo. Comme son père, il fait partie des Coldstream Guards et suit une progression normale dans l'armée comme officier dans divers régiments. Il décide de quitter l'armée avec le grade  de lieutenant. Il est initié en franc-maçonnerie dans la loge de son père alors gouverneur général de Gibraltar, la Lodge of Friendship n°345. Il y reçoit les trois degrés symboliques. Après son retour en Angleterre, il s'inscrit à l'université de Durham pour y poursuivre des études de théologie,. Il est diplômé en Art en 1846 et licencié en théologie en 1847. Il rejoint la loge Marquis of Granby où il reste pendant deux années. En 1847, il est nommé grand aumônier provincial pour le comté de Durham. Ses résultats scolaires, quoique moins impressionnants, l’amènent à l’ordination de prêtre. Cette même année, il est nommé recteur de l'église Sainte Mary's à Swillington, où il reste en poste les vingt-cinq années suivantes,.

### Recteur de Swillington
En 1847, Swillington, au sud-est de Leeds, est encore une communauté rurale, bien que l'exploitation minière commence à s'affirmer comme la force motrice de l'économie locale. Woodford est encore le grand aumônier provincial à Durham, tout en travaillant à la structuration de son église dans le Yorkshire. Ce n'est qu'en 1854 qu'il rejoint la Philanthropic Lodge n°382. L'année suivante, il est nommé grand aumônier provincial pour le West Yorkshire. Il devient également vénérable  maître de sa loge entre 1856 et 1858, qu'il fait prospérer pendant ces années là. Il réécrit des rituels dans une forme unique qui est pratiquée par plusieurs loges descendantes.
En 1863, il rejoint la « loge de l'Antiquité » à Londres et cette même année devient grand aumônier de la Grande Loge unie d'Angleterre. Tandis qu'il est encore recteur de Swillington, ses nouvelles fonctions maçonniques l'emmenèrent à la consécration de nombreuses nouvelles loges et il est l'orateur lors de la pose de la première pierre de la nouvelle extension de la Grande Chambre de la Reine à Londres. Dans la même période, Woodford  commence à contribuer des articles sur l'histoire maçonnique, en commençant par ses recherches dans les loges anciennes d'York. Il fréquente les libraires locaux et commence à collectionner des manuscrits anciens. L'année suivante, il déménage à Londres, démissionnant de sa vie pastorale pour une carrière dans l'édition maçonnique.

### Auteur et recherche
À Londres, Woodford s'installe dans une carrière d'écrivain et de chercheur. Contribuant à des essais, à plusieurs publications et périodiques, il est également auteur sur un magazine maçonnique, contribuant sur la plupart des numéros. Il compile également la  Kenning's Masonic Cyclopaedia pour l'éditeur des deux magazines.
Woodford utilise sa renommée de  franc-maçon en 1879 pour s'opposer à des changements de la Grande Loge pour imposer l'uniformité du rituel dans ses loges. Ses courriers sur le sujet provoque de nombreux débats et convainque la Grande Loge.
Les dernières années de sa vie sont occupées en collaboration avec d'autres chercheurs maçonniques, tels que Hughan et Gould, qui a finalement créé la première loge de recherche du monde, Quatuor Coronati. En qualité de premier vénérable par intérim, il dirige la loge pendant ses deux premières années d'existence, assumant la présidence pendant les fréquentes absences du Maître Charles Warren, alors commissaire de police de la ville. Il ressort clairement de la nécrologie de Gould que le reste de la loge l'a considéré comme un mentor.

### Fin et héritage
En décembre 1887, Woodford contracte une septicémie à la suite d'une blessure au pied non traitée. Il meurt le 23 décembre. Il est considéré comme un pionnier de l'école authentique de la recherche maçonnique, en appliquant une méthodologie historique appropriée en lieu et place de la méthode légendaire. Il rassemble et étudie les premiers manuscrits maçonniques, en écrivant l'introduction de la collection publiée par Hughan. Il contribue grandement à comprendre l'histoire énigmatique des loges de York au XVIIIe siècle. Son héritage durable peut être vu dans l'activité continue et dans l'influence internationale  de la loge Quatuor Coronati et de l'approche rationnelle de l'histoire maçonnique.
Enfin, il joue un rôle dans l'établissement de l'Ordre Hermétique de l'Aube d'Or, en passant les manuscrits codée à son ami William Wynn Westcott peu de temps avant sa mort . Il avait déjà fait valoir que selon les points de vue, les éléments mystiques et philosophiques qui permettaient à la franc-maçonnerie d'évoluer d'une société purement opérationnelle à une société spéculative auraient probablement été importés de certains aspects de l'hermétisme pratiqué pendant la Renaissance .